# Boy de Jong
Boy de Jong est un footballeur néerlandais né le 10 avril 1994 à Voorburg. Il évolue au poste de gardien de but au RSC Anderlecht.

## Palmarès

### En équipe nationale
- Pays-Bas -17 ans
  - Vainqueur du championnat d'Europe des moins de 17 ans en 2011